# Walter Plowden
Walter Chichele Plowden (1820-1860) était un consul britannique en Abyssinie. Il noua des liens d'amitié avec l'empereur éthiopien Théodore II. Il fut tué pendant un trajet entre Gondar et la côte. Il est enterré dans l'enclos royal de Gondar, près de l'église Gemjabet Maryam.
Un ouvrage posthume, Travels in Abyssinia and the Galla Country, with an account of a mission to Ras Ali in 1848 (Voyages en Abyssinie et au pays Galla, avec un compte-rendu d'une mission à Ras Ali en 1848), fut publié par son frère à Londres en 1868. Il contient entre autres l'une des premières descriptions occidentales du senterej.